# Smittoidea spinigera
Smittoidea spinigera är en mossdjursart som först beskrevs av Liu 1990.  Smittoidea spinigera ingår i släktet Smittoidea och familjen Smittinidae. Inga underarter finns listade i Catalogue of Life.